# 应州大捷
应州大捷，是指明朝正德十二年（1517年）十月在應州（今山西省朔州市應縣）爆发的明朝与韃靼的冲突。

## 背景
正德十二年（1517年），明武宗幸宣府、大同。正德十二年九月二十四日（1517年10月9日）是武宗的生日，他当天在山西阳和卫，文武群臣穿戴朝服于奉天殿行遥贺礼。当时5万蒙古骑兵扎营于玉林卫。江彬怂恿武宗亲征。
明武宗自封“镇国公總督軍務威武大將軍總兵官朱寿”。

## 过程
正德十二年九月二十五日（1517年10月10日），身在阳和的武宗令大同总兵王勋、副总兵张輗、游击孙镇，驻军大同；辽东左参将萧滓驻军聚落堡；宣府游击时春驻军天城卫；副总兵陶羔、参将杨玉、延绥参将杭椎驻军阳和卫；副总兵朱銮，驻军平虏堡；游击周政驻军威远堡。九月二十七，武宗于阳和卫狩猎，大雨冰雹砸死随从。当晚出现红流星，旁有五颗小星跟随。武宗决定第二天移驾大同。武宗离开阳和次日，鞑靼军围阳和卫。
正德十二年十月初一日（1517年10月15日），移驾顺圣川。鞑靼南下孙天堡，与大同总兵官王勋、副总兵官张輗、游击孙镇部队交战。武宗命宣府游击时春、辽东左参将萧滓驰援王勋，游击周政、副总兵朱銮、大同右卫参将麻循、平虏城参将高时尾追，调宣府总兵朱振、参将左钦、都督龙隆、游击靳英勒兵与诸军在阳和汇合。参将江桓、张晨为后应。正德十二年十月初二日（1517年10月16日），王勋与蒙古骑兵在绣女村交战，鞑靼向南的应州方向而去。
正德十二年十月初三日（1517年10月17日），张輗、孙镇、陈钰、王勋在应州城南五里寨与蒙古大战，傍晚，蒙古骑兵沿居住山撤退，部分兵力围王勋部。次日清晨大雾，鞑靼撤兵。王勋、朱銮、守备左卫城都指挥徐辅入应州城。十月初五，王勋等出城与鞑靼战于涧子村，萧滓、时春、周政、麻循等部与蒙古骑兵交战。武宗率太监张永、魏彬、张忠，都督江彬及朱振、陶杰、杨玉、左钦、王勋、靳英、龙隆、杭雄、参将郑骠等带兵从阳和来援。武宗亲自上阵，鞑靼撤兵，明军汇合。日暮扎营。次日鞑靼进攻，武宗指挥诸将抵抗，自辰时战至酉时，鞑靼退兵，正德十二年十月初七日（1517年10月21日），明军向西，武宗与诸将且战且退，至平虏堡和朔州附近。此时大风，天昏军疲，武宗命王勋及巡抚金都、御史胡瓒向北京报捷。
此战杀死蒙古人不明，《明实录》作斩虏首十六级，明军死亡52人，重伤563人，武宗本人也“乘舆几陷”。戊申朝鲜国王李怿遣工曹参判孙仲暾等来朝贺，赐宴并赏织金衣彩叚绢钞如例。辛亥鞑靼再来，武宗又率兵出击，不过未交战。
正德十三年正月初六日（1518年2月15日），明武宗回宫，自称威武大將軍，说他在榆河“斩虏首一级”。不过，应州附近并没有叫“榆河”的地方。因此在榆河“斩虏首一级”可能地点有误。
此后，鞑靼岁犯边，然不敢大入。

## 争议
后世史学家认为此战役和双方死伤应该规模不大，武宗可能夸大了战功。从史书记载来看，此后鞑靼尽管连年犯边，但不敢大举入侵。

## 蒙古史料记载
佚名《黄金史纲》记：达延汗在察罕根儿（元上都旧址东凉亭，明朝称“三间房”）得报，明军到来，就留少量部队警戒，本人和儿妻察静夫人（博迪之母）逃跑了。之后下令讨伐蒙古勒津部和其他部落，没有再攻击明朝。事實上48歲的達延汗死於同年，至年底最多2個月，應於此役之後因不明原因死於征途。此後其子巴爾斯博羅特登位，博迪几年後奪回汗位，封巴爾斯博羅特济农統治河套，後來著名的俺答汗就是巴爾斯博羅特的兒子。而蒙郭勒津部早在1506年已被達延汗征服。且该书由佛教僧侣所著，内容驳杂不纯，此段歷史之記載經更動真相更難明了。

## 其他记载
陈建的《皇明資治通紀》和张岱的《石匱書》也有记载，不过只有“上命诸将击之，虏寻引去”，没有具体记载。